# عمر حسن
عمر حسن (انگلیسی: Omar Hassan؛ زادهٔ ۴ آوریل ۱۹۹۱) بازیکن والیبال اهل مصر است.